# ტ
T’ar (ტარ), este cea de-a nouăsprezecea literă a alfabetului georgian.

## Transliterație
| Literă | Nume | Național | ISO 9984 | Laz   | IPA  |
| ------ | ---- | -------- | -------- | ----- | ---- |
| ტ      | tar  | T' t'    | T' t'    | T' t' | /tʼ/ |

## Forme
| asomtavruli | nuskhuri | mkhedruli |
| ----------- | -------- | --------- |
|             |          |           |

## Reprezentare în Unicode
- Asomtavruli Ⴒ : U+10B2
- Mkhedruli și Nuskhuri ტ : U+10E2